# Łupek talkowy
Łupek talkowy – skała metamorficzna powstała w wyniku metamorfizmu facji zieleńcowej (relatywnie niskie ciśnienia i temperatury) skał bogatych w magnez.
- Struktura: homeoblastyczna, drobno-, średnioblastyczna, granolepidoblastyczna lub granonematoblastyczna.
- Tekstura: kierunkowa lub bezładna, często warstewkowa
- Skład mineralny: talk, chloryt, aktynolit, minerały z grupy serpentynu, magnezyt, dolomit.
- Barwa: jasnoszara, żółta, szara, zielonkawa, pstra.